# Mortal Kombat X
Mortal Kombat X es un videojuego de lucha desarrollado por NetherRealm Studios y publicado por Warner Bros. Interactive Entertainment para PlayStation 4, Xbox One y Microsoft Windows desde el 14 de abril de 2015; para iOS desde el 7 de abril de 2015 y para Android desde el 21 de abril de 2015. Fue anunciado en junio de 2014 y el eslogan oficial es: "Who's next?" (lit. ¿Quién es el siguiente?). Es el décimo videojuego de la serie, sin contar expansiones, crossovers y juegos de aventura. El juego también se encontraba en desarrollo para las consolas Xbox 360 y PlayStation 3, pero su desarrollo fue eventualmente cancelado por NetherRealm.
Al igual que en anteriores Mortal Kombat, la jugabilidad de Mortal Kombat X consiste en que dos jugadores, o un jugador contra la CPU, se enfrenten con el personaje seleccionado, utilizando una amplia y variada gama de ataques específicos para cada personaje. El juego incluye varios modos, como el modo historia, que se desarrolla principalmente veinticinco años después del Mortal Kombat anterior; varios modos "Torre" con desafíos que cambian dinámicamente; numerosos modos en línea; y la "Kripta", un modo en primera persona donde los jugadores exploran las áreas y desbloquean diversos objetos.
Una versión mejorada del videojuego, titulada Mortal Kombat XL se lanzó el 1 de marzo de 2016 para PlayStation 4 y Xbox One. Esta versión incluía todos los personajes descargables de los dos Kombat Packs, casi todos los trajes alternativos disponibles en el momento del lanzamiento, una jugabilidad mejorada y un código de red mejorado. Esta edición también se lanzó para Windows el 4 de octubre de 2016. 
Las versiones de consola de Mortal Kombat X recibieron elogios de la crítica tras su lanzamiento. La mayoría de los elogios se centraron en los controles, la jugabilidad general, los gráficos, la historia y los personajes, y algunos críticos lo calificaron como el mejor juego de la saga Mortal Kombat. Sin embargo, la versión para PC tuvo una acogida dispar, ya que los críticos citaron numerosos problemas técnicos (incluidos frecuentes cierres inesperados y un código de red lento) que perjudicaron gravemente la experiencia. Con más de 10 millones de copias vendidas, la entrega fue el juego de venta más rápida de la franquicia y el noveno más vendido en tiendas físicas en 2015 en los Estados Unidos. Una secuela, Mortal Kombat 11, se lanzó el 23 de abril de 2019 para Nintendo Switch, PlayStation 4, Windows y Xbox One.

## Jugabilidad
Al igual que en los juegos anteriores de la serie, Mortal Kombat X es un juego de lucha en el que dos personajes luchan entre sí usando diversos ataques, incluyendo movimientos especiales y los movimientos finales característicos de la serie, los Fatalities. En esta entrega no se incluyeron los Babalities, ni tampoco los Friendships. El juego permite que dos jugadores se enfrenten (localmente o en línea), o que un solo jugador juegue contra la CPU. El medidor de energía, introducido por primera vez en Mortal Kombat (2011), permite a los jugadores realizar técnicas como los movimientos especiales "X-Ray"; estos movimientos tienen la peculiaridad de restar una gran cantidad de salud al oponente, mostrando los huesos y órganos internos de la "víctima" al momento de ser realizados (de ahí su nombre). El juego tiene nuevos controles, con dos botones de golpe y dos de patada. Al igual que en el anterior título de NetherRealm Studios, Injustice: Gods Among Us, los luchadores pueden interactuar con el entorno, utilizando partes del escenario para reposicionarse o usando los objetos disponibles como armas, por ejemplo, que van desde poder golpear con un tronco la cara del rival hasta lanzar cadáveres y objetos hacia el mismo. Además, cada luchador tiene tres variantes diferentes, cada una con un conjunto distinto de movimientos que pueden usar durante el combate, se debe elegir uno al momento de empezar la pelea, a diferencia de Deadly Alliance, Deception y Armageddon, buena parte de los golpes y movimientos especiales varían de acuerdo al estilo elegido, el cual no puede ser cambiado durante la pelea; por ejemplo, el personaje Scorpion cuenta con una variante de Ninjutsu que le otorga movimientos específicos utilizando espadas dobles, una variante de Fuego Infernal que incorpora fulminantes movimientos especiales, y una variante de Infierno que le permite invocar esbirros infernales para que lo ayuden en el combate. Un detalle nuevo en la franquicia es que, durante la introducción a cada pelea, los luchadores tienen conversaciones entre sí, que son específicas hacia cada oponente.
Del Mortal Kombat anterior, regresa el Medidor de Energía, dividido en tres secciones, que brinda acceso a movimientos especiales mejorados (que cuestan una sección), romper combos (que cuestan dos secciones) y realizar ataques X-Ray (que cuestan las tres secciones de la barra). Además, se ha añadido un Medidor de Resistencia bajo la barra de salud, que consta de dos secciones y se consume cada vez que el jugador corre, realiza un retroceso, rompe combos, interactúa en el escenario o realiza ciertas técnicas especiales, como cancelar los teletransportes de Scorpion. La barra se rellena cuando el jugador no realiza ninguna acción durante unos segundos.
Además de las Fatalities habituales, Mortal Kombat X presenta dos nuevos tipos de remates: Quitality, que mata instantáneamente al personaje del jugador si abandona la partida por la ira durante una partida multijugador  de manera abrupta (Rage quit); y Faction Kills, un conjunto de remates disponibles según la selección de una de las cinco facciones del juego. Los movimientos finales de Brutality regresan, aunque con diferencias con respecto a los de Mortal Kombat 3. Ahora, las Brutalities consisten en ciertos movimientos que se activan al ejecutarse como golpe de gracia para ganar la ronda final de un combate, eliminando al oponente si se cumplen ciertas condiciones. En adición a esto, el juego incluye Brutalities de escenario, que se activan al usar ciertas interacciones del entorno para rematar al oponente cuando cuenta con poca salud (equivalentes a las Stage Fatalities de juegos anteriores). Las Fatalities de escenario también se reincorporaron en Mortal Kombat XL, disponibles en tres de los escenarios del juego.
Para un jugador local, el juego ofrece el modo Historia, un modo basado en la trama con escenas cinemáticas entre combates. También está disponible localmente el modo jugador contra jugador en línea, los modos de juego incluyen 1 contra 1 (clasificatorio o aleatorio), King of the Hill, Supervivencia, Test your Luck, donde los personajes se enfrentan con determinadas condiciones de pelea, y el clásico minijuego Test your Might o Desafío de Fuerza, donde el jugador debe presionar una combinación rápida de botones para romper un determinado objeto. El clásico modo de la Kripta está presente en este juego, donde se pueden gastar Koins para desbloquear Fatalities, Brutalities, nuevos atuendos, arte conceptual, música y demás objetos, pero ahora el modo es en primera persona y puedes moverte, e incluye eventos quick time con animales que intentarán matar al jugador, que de bloquearlos le recompensarán con Koins.
Otro modo nuevo es la Guerra de Facciones, donde los jugadores eligen una de las cinco facciones (clanes): "Dragón Negro", "Hermandad de la Sombra", "Lin Kuei", "Fuerzas Especiales" y "Sociedad del Loto Blanco" para alinearse y se unen a una competencia multiplataforma persistente en solitario o en línea con otros, ganando puntos para su facción, contribuyendo en el conflicto entre ellos, subiendo de rango personalmente y ganando recompensas especiales como movimientos finales específicos de la facción (uno de los cuales se desbloquea para el jugador si su facción gana al final de una semana determinada). Se celebran competiciones semanales entre los diferentes grupos, y las acciones de cada jugador contribuyen a aumentar el progreso de la facción. En el modo online, derrotar a jugadores de facciones rivales ayuda, más de lo habitual, a ganar más reputación para la facción. Otra adición son las llamadas "Torres Vivientes", una versión evolucionada de la "Torre de Desafío" de Mortal Kombat (2011). Se divide en tres secciones: cada hora, que se actualiza cada pocas horas con nuevo contenido y desafíos; diaria, que ofrece más experiencia pero aumenta considerablemente la dificultad; y semanal, vinculada a eventos especiales durante el año.

## Modo historia
La historia se desarrolla 25 años después de los últimos hechos de Mortal Kombat, poniendo énfasis en los veteranos de edad, nuevos personajes y los descendientes de última generación de los combatientes anteriores. El tráiler del Modo Historia fue lanzado en febrero de 2015, y contó con las primeras apariciones oficiales de nuevos personajes como Cassie Cage —hija de Johnny Cage y Sonya Blade—, de Jacqui Briggs —hija de Jax Briggs—, de Kung Jin —primo de Kung Lao— el primo menor de Kung Lao (posteriormente cambiado como su sobrino) y de Takeda Takahashi —hijo de Kenshi Takahashi—.

### Sinopsis
Dos años después de la derrota del gobernante del Mundo Exterior, Shao Kahn, Shinnok ataca a la Tierra con su ejército de fuerzas del Netherrealm, incluidos los guerreros de Earthrealm, que murieron durante la invasión de Shao Kahn y fueron resucitados, pero ahora están bajo el control de Quan Chi. Después de luchar contra sus antiguos compañeros, Johnny Cage, Sonya Blade y Kenshi, junto a un equipo de ataque, abren un portal a la Cámara Jinsei, la fuente de la fuerza y vida del Reino de Earthrealm, donde Raiden y Fujin están luchando contra Shinnok y sus fuerzas del Netherrealm. Cuando Shinnok intenta matar a Sonya, Johnny se apresura a defenderla, despertando inadvertidamente antiguos poderes sobrehumanos dentro de sí mismo. Usando sus nuevos poderes, Johnny mantiene a raya a Shinnok el tiempo suficiente para que Raiden pueda robar el amuleto de Shinnok y encarcelarlo dentro del amuleto, pero Quan Chi logra escapar. Johnny, Raiden y Sonya lo rastrean hasta su guarida en el Netherrealm y lo derrotan, restaurando con éxito a Scorpion, Sub-Zero y Jax a su forma humana en el proceso después del intento fallido de Quan Chi de convertir a Cage en un retornado, aunque el primero escapa de nuevo. En los años siguientes, Johnny y Sonya se casan y tienen una hija, Cassie, aunque luego se divorcian. Scorpion, ahora de vuelta como humano y usando su nombre original, Hanzo Hasashi, reconstruye su clan Shirai Ryu mientras mentorea al hijo de Kenshi, Takeda, y Sub-Zero se convierte en el nuevo Gran Maestro de los Lin Kuei después de matar a Sektor. Sub-Zero usa los datos de los bancos de memoria de Sektor que detallan las diversas manipulaciones de Quan Chi de los Lin Kuei, incluida la verdad sobre las muertes de la esposa y el hijo de Hasashi, para ayudar a terminar su disputa con Scorpion.
Veinte años después de la derrota de Shinnok, Johnny reúne un nuevo equipo de jóvenes luchadores compuesto por Cassie, Takeda, Jacqui y Kung Jin. Tras un ejercicio de entrenamiento con Sub-Zero, son enviados al Mundo Exterior para resolver una guerra civil entre la exemperatriz Mileena, quien obtuvo el amuleto de Shinnok de Kano, y el actual emperador del Mundo Exterior, Kotal Kahn, con quien la Tierra tiene un frágil tratado de paz. Mientras tanto, en un campo de refugiados del Mundo Exterior en Earthrealm, Sonya captura a Kano y lo obliga a revelar la ubicación de Mileena. Con esta información, el equipo de Cassie ayuda a Kotal a recuperar el amuleto de Shinnok y a capturar a Mileena, quien posteriormente es ejecutada por orden de Kotal. Al creer que ya la Tierra no sea capaz de mantener el amuleto a salvo, Kotal decide dejarlo en manos del Mundo Exterior y toma a Cassie y a sus amigos como rehenes para presionar a Raiden. D'Vorah, la insectoide al mando de Kotal, quien mató a Baraka cuando Kotal comenzó su reinado, se revela como agente doble de Quan Chi y roba el amuleto. Cassie y su equipo escapan del cautiverio e informan en Earthrealm de las intenciones de D'Vorah.
Con la esperanza de impedir que Quan Chi consiga el amuleto, Jax y Kenshi, con la ayuda de una lugareña del Netherrealm llamada Sareena, lideran un asalto al Netherrealm. Tras abrirse paso a través de los espectros de sus antiguos aliados, Jax captura a un debilitado Quan Chi, quien es llevado al Earthrealm y retenido en un campo de refugiados del Mundo Exterior. Hasashi se infiltra en el campo de refugiados junto con su clan Shirai Ryu con la intención de asesinar a Quan Chi como venganza por arruinarle la vida, derrotando a Kenshi, Johnny y Sonya en el proceso. Mientras Hasashi se prepara para matar a Quan Chi, D'Vorah llega con el amuleto. Quan Chi logra completar su conjuro momentos antes de ser decapitado por Hasashi, liberando a Shinnok de su cautiverio. Debilitado por el ataque anterior del Shirai Ryu, Johnny es tomado como rehén por Shinnok y D'Vorah. Con la ayuda de los espectros de Quan Chi, Shinnok y D'Vorah asaltan el Templo del Cielo y someten a Raiden y Bo' Rai Cho en el proceso. Shinnok penetra entonces en el Jinsei y lo corrompe, transformándose en un poderoso demonio.
El equipo de Cassie persigue a Shinnok, pero son interceptados por Kotal Kahn y su ejército. Le informan del regreso de Shinnok y Kotal decide matarlos, con la esperanza de apaciguarlo y ganar tiempo para reforzar las defensas del Mundo Exterior. Sin embargo, Sub-Zero y sus guerreros Lin Kuei aparecen justo a tiempo para ayudar y repeler las fuerzas del Mundo Exterior, permitiéndole al grupo de Cassie proseguir. En el Templo del Cielo, Jacqui y Takeda se ocupan de los retornados, mientras Cassie y Jin entran en la cámara Jinsei. Cuando D'Vorah comienza a torturar a Johnny, Cassie manifiesta poderes similares a los de su padre, que usa para derrotar a Shinnok. Raiden, gravemente herido, purifica al Jinsei, despojando a Shinnok de sus poderes y obligando a los retornados a retirarse. Sonya y sus soldados llegan para llevarse a Shinnok y D'Vorah, y la familia Cage se reúne mientras el flujo de poder del jinsei vuelve a la normalidad.
En el epílogo, se observa que Raiden se ha corrompido y ha tomado el poder de Shinnok y ahora gobierna el Inframundo. Como protector y guardián tanto del reino de la Tierra, como ahora del Inframundo, emite una advertencia a los retornados Liu Kang y Kitana que no mostrará piedad con aquellos que amenacen la paz. Acto seguido, arroja la cabeza decapitada pero aún viva de Shinnok al suelo. Al ser un Dios Antiguo no puede ser eliminado, pero afirma que «existen destinos peores que la muerte».

## Personajes
La plantilla consta de 33 peleadores jugables (de los cuales  nueve son contenido descargable).
Los personajes en negrita debutan en la serie, mientras que los invitados están en cursiva.
| Personaje          | Actor de voz original           | Actor de voz latino    | Juego/franquicia de origen  |
| Plantilla base     | Plantilla base                  | Plantilla base         | Plantilla base              |
| ------------------ | ------------------------------- | ---------------------- | --------------------------- |
| Cassie Cage        | Ashly Burch                     | Gabriela Guzmán        | Debut                       |
| D'Vorah            | Kelly Hu                        | Magda Giner            | Debut                       |
| Ermac              | Jamieson Price                  | Salvador Reyes         | Ultimate Mortal Kombat 3    |
| Erron Black        | Troy Baker                      | Idzi Dutkiewicz        | Debut                       |
| Ferra/Torr         | Tara Strong (Ferra)             | Susy Moreno (Ferra)    | Debut                       |
| Ferra/Torr         | Fred Tatasciore (Torr)          |                        | Debut                       |
| Jacqui Briggs      | Danielle Nicolet                | Xóchitl Ugarte         | Debut                       |
| Jax Briggs         | Greg Eagles                     | Gerardo Vásquez        | Mortal Kombat II            |
| Jax Briggs         | Carl Weathers (skin Depredador) | Gerardo Vásquez        | Mortal Kombat II            |
| Johnny Cage        | Andrew Bowen                    | Mario Castañeda        | Mortal Kombat (1992)        |
| Kano               | Michael McConnohie              | Ricardo Tejedo         | Mortal Kombat (1992)        |
| Kenshi             | Vic Shao                        | Carlo Vázquez          | MK: Deadly Alliance         |
| Kitana             | Karen Strassman                 | Mireya Mendoza         | Mortal Kombat II            |
| Kotal Kahn         | Phil LaMarr                     | Humberto Solórzano     | Debut                       |
| Kung Jin           | Johnny Yong Bosch               | Irwin Daayán Rosenthal | Debut                       |
| Kung Lao           | Will Yun Lee                    | Eduardo Garza          | Mortal Kombat II            |
| Liu Kang           | Tom Choi                        | Óscar Flores           | Mortal Kombat (1992)        |
| Mileena            | Karen Strassman                 | Mireya Mendoza         | Mortal Kombat II            |
| Quan Chi           | Ronald Banks                    | José Gilberto Vilchis  | MK Mythologies: Sub-Zero    |
| Raiden             | Richard Epcar                   | Gerardo Reyero         | Mortal Kombat (1992)        |
| Reptile            | Steve Blum                      | Eduardo Garza          | Mortal Kombat (1992)        |
| Scorpion           | Patrick Seitz                   | Octavio Rojas          | Mortal Kombat (1992)        |
| Scorpion           | Ed Boon (ataques)               |                        | Mortal Kombat (1992)        |
| Shinnok            | Troy Baker                      | Idzi Dutkiewicz        | MK Mythologies: Sub-Zero    |
| Sonya Blade        | Tricia Helfer                   | Rebeca Patiño          | Mortal Kombat (1992)        |
| Sub-Zero           | Steve Blum                      | Sebastián Llapur       | Mortal Kombat (1992)        |
| Takeda             | Parry Shen                      | Enzo Fortuny           | Debut                       |
| DLC Pre-orden      |                                 |                        |                             |
| Goro               | Vic Shao                        | Carlos Hernández       | Mortal Kombat (1992)        |
| DLC Kombat Pack I  |                                 |                        |                             |
| Tanya              | Jennifer Hale                   | Carla Castañeda        | Mortal Kombat 4             |
| Tremor             | Fred Tatasciore                 | Octavio Rojas          | MK: Special Forces          |
| Jason Voorhees     | No posee                        | No posee               | Friday The 13th             |
| Predator           | Peter Cullen                    | Peter Cullen           | Predator                    |
| DLC Kombat Pack II |                                 |                        |                             |
| Bo' Rai Cho        | Steve Blum                      | Sebastián Llapur       | MK: Deadly Alliance         |
| Tri-borg           | Vic Shao                        | Gerardo Vásquez        | Debut                       |
| Leatherface        | Dan Yeager                      | Dan Yeager             | The Texas Chainsaw Massacre |
| Alien              | Percy Edwards                   | Percy Edwards          | Alien                       |
| Jefe final         |                                 |                        |                             |
| Corrupted Shinnok  | Troy Baker                      | Idzi Dutkiewicz        | MK Mythologies: Sub-Zero    |

1. ↑  Bonificación de reserva y compra en línea.
2. 1 2 3 4  Kombat Pack 1.
3. 1 2 3 4  Kombat Pack 2.

Además de personajes emblemáticos de la serie como Scorpion, Sub-Zero, Liu Kang, Kitana y Raiden, se añaden varios luchadores nuevos al plantel: D'Vorah, una humanoide insectoide que controla a otros insectos; Ferra/Torr, una pareja simbiótica formada por una joven guerrera con armadura y un gigante enmascarado; y Kotal Kahn, un "dios de la sangre" de inspiración azteca, nuevo emperador del Mundo Exterior. Con un modo historia que abarca 20 años, el juego también presenta a los descendientes de varios personajes, como Cassie Cage, hija de Johnny Cage y Sonya Blade; Takeda, hijo de Kenshi; y Jacqui Briggs, hija de Jax. Otras novedades incluyen a Kung Jin, un arquero primo de Kung Lao; y Erron Black, un pistolero de estilo occidental. Una forma demoníaca no jugable de Shinnok, llamada "Shinnok Corrupto", aparece como jefe final. Además, Tanya y Bo' Rai Cho, quienes posteriormente se convirtieron en personajes descargables, aparecieron originalmente en las escenas cinemáticas del modo historia; la primera incluso era un personaje no jugable. Personajes como Baraka, Rain y Sindel tienen modelos en el juego con movimientos incluidos al igual que Tanya, pero no son jugables, mientras que otros como Frost, Nightwolf, Kabal, Kurtis Stryker, Li Mei, Sareena, Smoke y Fujin únicamente aparecen en las cinemáticas del modo historia.

## Desarrollo
NetherRealm Studios comenzó a contratar públicamente para el desarrollo de la octava generación en abril de 2012. En julio de 2013, se confirmó que un nuevo juego de Mortal Kombat estaba en desarrollo y se rumoreaba que se lanzaría junto con el reinicio de la saga cinematográfica en septiembre de 2011. En febrero de 2014, el actor Kiefer Sutherland afirmó participar en este "gran juego" con un papel no identificado. En junio del año siguiente, el cocreador de la serie, Ed Boon, negó la participación de Sutherland. Según el currículum de Karen Strassman, quien prestó su voz a Kitana y Mileena en Mortal Kombat (2011), el título provisional del juego era Mortal Kombat 2. El póster del juego se filtró y se reveló una versión actualizada del icónico logotipo del dragón de la serie el 28 de mayo de 2014. Boon publicó acertijos diarios en su cuenta de Twitter que constituían una cuenta regresiva que sugería una fecha de anuncio para el 2 de junio, insinuando que el título del juego sería Mortal Kombat X.  Una de las pistas de Twitter que dejó Boon provocando este título fue la imagen de un emblema de Lincoln MKX publicada con el comentario: "Me pregunto qué significa la X".
El 2 de junio de 2014, el título se reveló oficialmente como Mortal Kombat X, junto con un tráiler de presentación oficial que presenta una pelea entre los icónicos personajes Scorpion y Sub-Zero. El juego hizo su primera aparición pública en el E3 2014, a partir del 10 de junio de 2014, donde se revelaron cuatro nuevos personajes, además de los dos ya revelados por el tráiler. Con más de once millones de visitas, fue el tercer tráiler más visto en YouTube en el segundo trimestre de 2014. NetherRealm Studios dijo que solo están trabajando en las versiones del juego para PlayStation 4 y Xbox One. Se dice que el juego, que se ejecuta a una resolución de pantalla de 1080p y 60 FPS, presenta los movimientos finales más brutales de la serie. Boon dijo: «Tenemos estas reuniones y todos aportan ideas para Fatalities. Las que dicen 'no hay manera de que podamos hacer eso', son las primeras en las que trabajamos».
Para julio de 2015, debido a las fuertes críticas por los problemas de adaptación que afectaron el lanzamiento del juego para PC, casi todas las referencias a Mortal Kombat X se habían eliminado de la página de Facebook de High Voltage Software. Posteriormente, se reveló que el trabajo en la adaptación para PC se había transferido a los desarrolladores polacos QLOC. El 28 de agosto de 2015, Warner Bros. anunció la cancelación de las adaptaciones para PlayStation 3 y Xbox 360 (originalmente programadas para una fecha posterior no especificada) de Mortal Kombat X debido a la imposibilidad de que la versión para las consolas de la generación anterior alcanzara los estándares de calidad de la generación actual. Tyler Lansdown, especialista de la comunidad de NetherRealm Studios, declaró inicialmente que el Kombat Pack 2, Mortal Kombat XL y el código de red en línea mejorado no estarían disponibles en la versión para PC. Sin embargo, el 25 de agosto de 2016, se anunció un período de prueba beta abierta de la funcionalidad en línea de XL para PC, y finalmente se estableció una fecha de lanzamiento para el 4 de octubre de 2016.

## Marketing
Antes del lanzamiento del juego, DC Comics ha publicado una serie de cómics basados en el juego, con el primer número haciendo su aparición el 6 de enero de 2015. El cómic es una precuela del juego, narrando los acontecimientos ocurridos en el universo de Mortal Kombat tras los hechos de Mortal Kombat (2011). El primer trailer oficial revelado de Mortal Kombat X, trata de una pelea entre Scorpion y Sub-Zero. En el trailer puede escucharse la canción original «Can't be Stopped» interpretada por Wiz Khalifa. El 27 de marzo de 2015, se publicó el TV Spot oficial de Mortal Kombat X, mientras que el 6 de abril de ese mismo año, NetherRealm Studios publicó el trailer de lanzamiento oficial del videojuego. En ambos estrenos se puede oír la canción «Chop Suey!» de la banda System of a Down. El comercial y el tráiler estuvieron dirigidos por Shavo Odadjian, bajista de la banda. El logotipo de Mortal Kombat X apareció en el auto #20 de la Xfinity Series del piloto de NASCAR Erik Jones (patrocinado por GameStop) que ganó la O'Reilly Auto Parts 300 el 10 de abril de 2015. Mortal Kombat X se ha utilizado en competiciones de eSports, con torneos internacionales en Europa, Asia y América del Norte con premios semanales de $1,000 a partir del 19 de abril de 2015, con una final de temporada el 11 de julio de 2015, con un valor de al menos $100,000. La final de la primera temporada de la ESL Pro League la ganó Dominique "Sonic Fox" McLean, de Critical Reaction, con Kitana y Erron Black como secundario. McLean ganó un total de $60.000 en la final de la primera temporada. La segunda temporada de la ESL Pro League de Mortal Kombat X comenzó el 18 de octubre de 2015 y concluyó a principios de 2016.

## Lanzamiento
Mortal Kombat X se lanzó en todo el mundo (excepto en Alemania) para PC, PlayStation 4 y Xbox One el 14 de abril de 2015. Debido a la negativa inicial de la USK alemana de emitir una clasificación por edades, el lanzamiento oficial en Alemania de Mortal Kombat X se retrasó hasta el 1 de septiembre de 2015. La edición Kollector Edition del juego incluye una figura de Scorpion y el skin Gold Scorpion, así como acceso futuro al Kombat Pack 1. Simultáneamente con el lanzamiento del Kombat Pack 2 y Mortal Kombat XL, el juego recibió una importante actualización gratuita que introdujo cambios de equilibrio, un nuevo escenario ("The Pit"), varias brutalities de escenario y un código de red basado en rollback similar a GGPO.

### Contenido descargable
Antes del lanzamiento del juego, Goro se ofreció como regalo al comprar el juego por preventa. Posteriormente, tras el lanzamiento del juego, también se puso a la venta.
El juego también ha recibido numerosos paquetes de contenido descargable (DLC), que contienen paquetes de aspectos y ocasionalmente nuevos personajes, como el Ultimate Horror Pack, que incluye a Jason y aspectos con temas de terror para Ermac, Reptile y Mileena; o el Predator/Prey Pack, que incluye Predator y aspectos con temas de Predator para Johnny Cage, Scorpion y un aspecto para Jax con la imagen y la voz del actor Carl Weathers de la primera película de Predator.
El viernes 13 de marzo de 2015, Jason Voorhees de la franquicia Friday the 13th fue anunciado como el primer personaje adicional descargable en el paquete de pase de temporada descargable Kombat Pack. Una semana después, Predator, de la franquicia homónima, fue revelado como el segundo personaje invitado DLC después de que fuera filtrado inadvertidamente por Xbox Games Store, con Tremor de Mortal Kombat: Special Forces y Tanya de Mortal Kombat 4 más tarde completando el elenco del Kombat Pack. Finalmente, se reveló que el paquete incluía todo el contenido del Samurai Pack, Ultimate Horror Pack, Klassic Pack #1, Predator/Prey Pack y Klassic Pack #2. Terminator de la franquicia homónima y Michael Myers de la franquicia Halloween fueron considerados en un momento.
El 2 de septiembre de 2015, Ed Boon adelantó un DLC Kombat Pack 2, que incluiría cuatro nuevos personajes. El 3 de diciembre de 2015, se reveló que los personajes para Kombat Pack 2 eran Bo' Rai Cho de Mortal Kombat: Deadly Alliance, un nuevo personaje llamado Triborg (un personaje cíborg que presenta a Cyrax, Sektor, Smoke como sus variaciones y Cyber Sub-Zero como una variación secreta), Leatherface de la franquicia The Texas Chainsaw Massacre y el Alien de la franquicia homónima. El Kombat Pack 2 también hace que Goro sea jugable para aquellos que no lo tenían como un bono de reserva, e incluye a Kold War Scorpion, Kold War Pack, Apocalypse Pack y Klassic Fatalities #1 y #2. El Kombat Pack 2 se anunció finalmente para su lanzamiento el 1 de marzo de 2016, solo para PlayStation 4 y Xbox One, lo que marcó el comienzo de un período en el que el port de Windows se dejó de lado para cualquier actualización y nuevos lanzamientos de DLC. Finalmente se lanzó para PC el 4 de octubre de 2016, junto con el lanzamiento para PC de Mortal Kombat XL.

### Mortal Kombat XL
El 20 de enero de 2016, NetherRealm Studios anunció el lanzamiento de Mortal Kombat XL, una versión extendida y actualizada que incluye el juego original junto con todos los DLC que este tuvo tras su lanzamiento, consistentes en skins con apariencias alternativas para algunos luchadores, y los personajes adicionales incluidos en el Kombat Pack 1 (Goro, Predator, Tanya, Tremor y Jason Voorhees) y el Kombat Pack 2 (Alien, Bo' Rai Cho, Leatherface y Triborg).
Tras el abandono de la PC tras el Kombat Pack 1, en agosto de 2016 Ed Boon realizó una encuesta en Twitter, que arrojó que el 45% de los 10.000 votantes querían Mortal Kombat XL para PC. Tras la encuesta, publicó los resultados, sugiriendo que se tomarían medidas al respecto. Poco después, el 25 de agosto de 2016 se lanzó oficialmente una beta online gratuita en Steam para probar el código de red mejorado, que duró hasta el 1 de septiembre de 2016. En cuanto finalizó la beta, se anunció que Mortal Kombat XL (tanto como juego completo para comprar como como actualización para los usuarios de Mortal Kombat X) estaría disponible junto con el DLC Kombat Pack 2 el 4 de octubre de 2016, junto con las actualizaciones que equipararían la versión para PC con sus versiones para consola. Como se revela en los créditos de introducción actualizados del juego, la adaptación de XL a PC estuvo a cargo de QLOC, a diferencia de las anteriores versiones problemáticas, gestionada por High Voltage Software. Coincidiendo con el lanzamiento de XL para PC, se anunció un paquete XL para los usuarios del juego, que incluye todos los DLC existentes en un solo paquete. También coincidiendo con el lanzamiento de la adaptación de Mortal Kombat XL para PC, se implementó un parche de equilibrio que afectó a la mayoría de los 33 personajes del elenco en las tres plataformas del juego. Mortal Kombat XL se lanzó el 1 de marzo de 2016 para las consolas PlayStation 4 y Xbox One. Aunque inicialmente se había anunciado que tanto esta versión del juego como el Kombat Pack 2 no aparecerían para PC; sin embargo, el 25 de agosto de 2016 se dio a conocer su lanzamiento en PC por medio de la plataforma Steam, con fecha de salida el 4 de octubre del 2016.

### Versión móvil
El 2 de marzo de 2015, NetherRealm Studios anunció que su división móvil lanzaría una versión de Mortal Kombat X para iOS y Android en abril de 2015, por un equipo liderado por Ed Boon en NetherRealm Studios. El juego para móviles se describe como un híbrido gratuito de lucha y batallas de cartas, y los jugadores podrán desbloquear contenido de la versión de consola jugando a la versión móvil (y viceversa). La versión para iOS se lanzó mundialmente el 7 de abril de 2015, mientras que la versión para Android se lanzó de forma preliminar el 21 de abril de 2015 en algunos países asiáticos y se lanzó oficialmente a nivel mundial el 4 de mayo de 2015.
Con la actualización 1.11 del juego para móviles, lanzada el 6 de diciembre de 2016, Freddy Krueger, que apareció como personaje DLC en MK (2011), se añadió como personaje exclusivo para móviles, usando sus movimientos característicos y el ataque X-Ray de dicho juego. En la actualización 1.13, Jade y Baraka también se añadieron al juego como exclusivos para móviles, usando sus ataques X-Ray de MK (2011). La última versión, de septiembre de 2017 (versión 1.14), incluye al popularmente demandado Takeda, así como a la más reciente incorporación al elenco ninja, Tremor. El 4 de octubre, se lanzó otra actualización, con Goro y Shao Kahn. Una actualización de febrero de 2018 introdujo a Bo' Rai Cho y Kintaro. Una actualización de octubre de 2018 introdujo al personaje DLC de consola Leatherface. En febrero de 2019, el juego pasó a llamarse Mortal Kombat Mobile con su actualización 2.0 con una gran revisión de nuevas características para Mortal Kombat 11. Además, la actualización 2.0 actualizó su motor gráfico de Unreal Engine 3 a Unreal Engine 4.
La aplicación tiene 50 millones de descargas en Android.

## Recepción
Mortal Kombat X recibió críticas mayoritariamente positivas. El sitio web de reseñas Metacritic le otorgó a la versión de Xbox One una puntuación de 86/100 basada en 21 reseñas, a la de PlayStation 4 una puntuación de 83/100 basada en 81 reseñas y a la de Windows una puntuación de 76/100 basada en 10 reseñas. Se convirtió en el juego más vendido de la historia de la saga Mortal Kombat y encabezó las listas de ventas de PlayStation 4 en Estados Unidos y el Reino Unido durante el mes de su lanzamiento. 
Brian Shea de Game Informer llamó a Mortal Kombat X "más que la continuación de la exitosa visión de NetherRealm para la franquicia; es uno de los mejores juegos de lucha en años", y agregó que la jugabilidad principal era compleja y variada, mientras que disfrutó de las opciones multijugador.  Peter Brown de GameSpot disfrutó de la jugabilidad en general, diciendo que tenía "la mejor mecánica de lucha de cualquier juego de la serie", pero criticó el contenido descargable como "hay tanto que amar sobre el nuevo Mortal Kombat que es una pena ver prácticas de monetización tan descaradas superponerse con tu experiencia". Lucas Sullivan de GamesRadar describió el modo historia como "incesantemente entretenido", con "excelente actuación de voz y un guion sorprendentemente agradable", y "un acto bastante difícil de seguir", criticando los otros modos para un jugador fuera de la historia principal y las "escasas" opciones de tutorial.
Chris Carter, de Destructoid, le dio al juego una puntuación de 8 sobre 10 y lo calificó como "uno de los juegos de lucha más importantes de 2015". Carter opinó que, a medida que se añadan más personajes mediante DLC, el juego mejorará con el tiempo. Brett Phipps, de VideoGamer.com, le dio un 8/10 y lo calificó de "absurdo, truculento y ridículo". Phipps elogió principalmente la historia, la variedad de personajes y la sangre derramada, pero le molestaron los contratiempos en línea. Nick Tan, de Game Revolution, elogió la jugabilidad, destacando especialmente las variaciones de personajes, los ataques ambientales, los Brutalities, la Kripta y el sistema de Torres. A Tan también le gustó la presentación general y el concepto de la historia, pero echó de menos los Stage Fatalities y los combates por equipos, le disgustó el final de la historia y opinó que el juego fue truncado a propósito.
Michael Huber, de GameTrailers, lo calificó como una "magnífica entrega de la franquicia", destacando la jugabilidad, el modo historia y los nuevos componentes en línea. Vince Ingenito, de IGN, le otorgó una puntuación de 8,4. Afirmó que Mortal Kombat X era el mejor juego de Mortal Kombat en la historia de la franquicia, elogiándolo por ser más profundo, con mecánicas más ricas y con más funciones que los anteriores. También elogió la presencia de los nuevos personajes, ya que la importante reestructuración del plantel hizo que el juego se sintiera nuevo y emocionante tanto para los fans de la serie como para los aficionados ocasionales. Michael McWhertor del sitio web Polygon, ha catalogado el juego como "uno de los mejores juegos de lucha de toda la serie", elogiando la jugabilidad, además de los nuevos sistemas implementados y la presentación general. Stephen Kleckner, de VentureBeat, fue más crítico con el juego, citando, en su opinión, las confusas animaciones de movimiento, un sistema que favorece los combos de corto alcance de media a alta velocidad, la necesidad de usar el botón de bloqueo para ejecutar una carrera y un juego en línea deficiente. También mencionó un problema en el que los datos guardados se borrarían debido a un error en la versión para PC. Matt Elliott de PC Gamer tenía sentimientos encontrados sobre el juego en línea y dijo que "Mortal Kombat en línea simplemente no es lo suficientemente sólido como para permanecer competitivo".
Joshua Vanderwall de la revista The Escapist también elogió la jugabilidad y el plantel, incluyendo viejas y nuevas incorporaciones, junto con las variaciones para cada luchador, llamando a las opciones "exquisitas experiencias de lucha del juego". Vanderwall también observó el Modo Historia como "el mejor modo historia que he visto personalmente en un juego de lucha".
Tras el estreno, Mortal Kombat X se convirtió en el juego que más rápido fue vendido de la franquicia. Ed Boon alegó que es "el mayor lanzamiento en la historia de Mortal Kombat" hasta ese momento.

### Ventas
En marzo de 2019, Warner Bros. confirmó que Mortal Kombat X había vendido más de 12 millones de copias en todo el mundo para entonces. Fue el juego de mayor venta de la franquicia y fue el noveno juego minorista más vendido de 2015 en los Estados Unidos. Las ventas del primer mes del juego son más altas que las ventas del primer mes de todos los juegos lanzados en abril de 2016.

### Reconocimientos
| Año  | Premio                      | Categoría                                   | Resultado | Ref.    |
| ---- | --------------------------- | ------------------------------------------- | --------- | ------- |
| 2015 | The Game Awards 2015        | Mejor Juego de Pelea                        | Ganador   | [ 138 ] |
| 2015 | 2015 NAVGTR Awards          | Game, Franchise Fighting                    | Ganador   | [ 139 ] |
| 2015 | 2015 NAVGTR Awards          | Dirección de la cámara en un motor de juego | Nominado  | [ 139 ] |
| 2015 | 19th Annual D.I.C.E. Awards | Juego de lucha del año                      | Ganador   | [ 140 ] |